# Steven Curtis Chapman

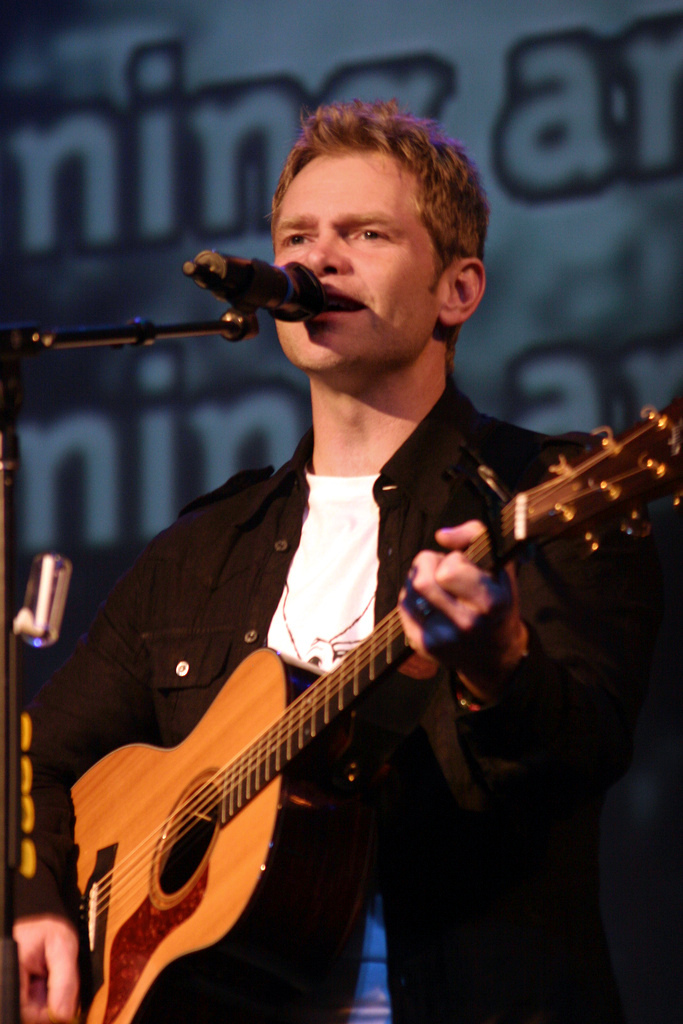
Steven Curtis Chapman

Steven Curtis Chapman (* 21. November 1962 in Paducah, Kentucky) gehört zu den bekanntesten Pop- und Rockmusikern der christlichen Musikszene. Er hat fünf Grammy Awards und mehr Dove Awards als jeder andere Künstler gewonnen.
Am 21. Mai 2008 verloren Steven Curtis Chapman und seine Frau Mary-Beth ihre fünfjährige Tochter Maria Sue durch einen Unfall.

## Diskografie
Studioalben

| Jahr | Titel                                   | Höchstplatzierung, Gesamtwochen, AuszeichnungChartplatzierungen (Jahr, Titel, Platzierungen, Wochen, Auszeichnungen, Anmerkungen) | Höchstplatzierung, Gesamtwochen, AuszeichnungChartplatzierungen (Jahr, Titel, Platzierungen, Wochen, Auszeichnungen, Anmerkungen) | Anmerkungen                                                  |
| Jahr | Titel                                   | US | Christ | Anmerkungen                                                  |
| ---- | --------------------------------------- | --- | --- | ------------------------------------------------------------ |
| 1987 | First Hand                              | — | — | Erstveröffentlichung: 15. Juni 1987                          |
| 1988 | Real Life Conversations                 | — | Christ19 (26 Wo.)Christ | Erstveröffentlichung: 1. April 1988                          |
| 1989 | More to This Life                       | US— GoldUS | Christ2 (92 Wo.)Christ | Erstveröffentlichung: 5. Oktober 1989 Verkäufe: + 500.000    |
| 1990 | For the Sake of the Call                | US— GoldUS | Christ1 (123 Wo.)Christ | Erstveröffentlichung: 13. Dezember 1990 Verkäufe: + 500.000  |
| 1992 | The Great Adventure                     | US— GoldUS | Christ1 (91 Wo.)Christ | Erstveröffentlichung: 19. Juni 1992 Verkäufe: + 500.000      |
| 1994 | Heaven in the Real World                | US195 Platin · (1 Wo.)US | Christ1 (100 Wo.)Christ | Erstveröffentlichung: 5. Juli 1994 Verkäufe: + 1.000.000     |
| 1996 | Signs of Life                           | US20 Gold · (36 Wo.)US | Christ1 (71 Wo.)Christ | Erstveröffentlichung: 22. August 1996 Verkäufe: + 500.000    |
| 1999 | Speechless                              | US31 Platin · (34 Wo.)US | Christ1 (96 Wo.)Christ | Erstveröffentlichung: 3. Juni 1999 Verkäufe: + 1.000.000     |
| 2001 | Declaration                             | US14 Gold · (30 Wo.)US | Christ2 (71 Wo.)Christ | Erstveröffentlichung: 13. September 2001 Verkäufe: + 500.000 |
| 2001 | All About Love                          | US12 Gold · (12 Wo.)US | Christ1 (47 Wo.)Christ | Erstveröffentlichung: 16. Januar 2003 Verkäufe: + 500.000    |
| 2004 | All Things New                          | US22 (14 Wo.)US | Christ1 (36 Wo.)Christ | Erstveröffentlichung: 9. September 2004                      |
| 2007 | This Moment                             | US47 (27 Wo.)US | Christ1 (78 Wo.)Christ | Erstveröffentlichung: 23. Oktober 2007                       |
| 2009 | Beauty Will Rise                        | US27 (8 Wo.)US | Christ1 (53 Wo.)Christ | Erstveröffentlichung: 30. Oktober 2009                       |
| 2011 | Re:Creation                             | US45 (3 Wo.)US | Christ2 (24 Wo.)Christ | Erstveröffentlichung: 5. August 2011                         |
| 2013 | Deep Roots                              | US68 (4 Wo.)US | Christ2 (21 Wo.)Christ | Erstveröffentlichung: 11. März 2013                          |
| 2013 | The Glorious Unfolding                  | US27 (6 Wo.)US | Christ2 (69 Wo.)Christ | Erstveröffentlichung: 27. September 2013                     |
| 2016 | Worship and Believe                     | US87 (1 Wo.)US | Christ4 (27 Wo.)Christ | Erstveröffentlichung: 4. März 2016                           |
| 2019 | Deeper Roots: Where the Bluegrass Grows | — | Christ12 (1 Wo.)Christ | Erstveröffentlichung: 22. März 2019                          |
| 2022 | Still                                   | — | Christ4 (1 Wo.)Christ | Erstveröffentlichung: 14. Oktober 2022                       |